# 讷维
讷维（法語：Neuvy，法語發音：[nøvi]）是法国阿列省的一个市镇，位于该省北部，阿列河以西，属于穆兰区。

## 地理
讷维（46°33'43"N, 3°17'25"E）面积19.03 平方千米，位于法国奥弗涅-罗讷-阿尔卑斯大区阿列省，该省份为法国中部省份，北起涅夫勒省、西北接谢尔省，西南至克勒兹省，南至多姆山省，东南临卢瓦尔省，东临索恩-卢瓦尔省。
与讷维接壤的市镇（或旧市镇、城区）包括：阿韦尔姆、布雷索勒、库朗东、马里尼、蒙蒂伊、穆兰。

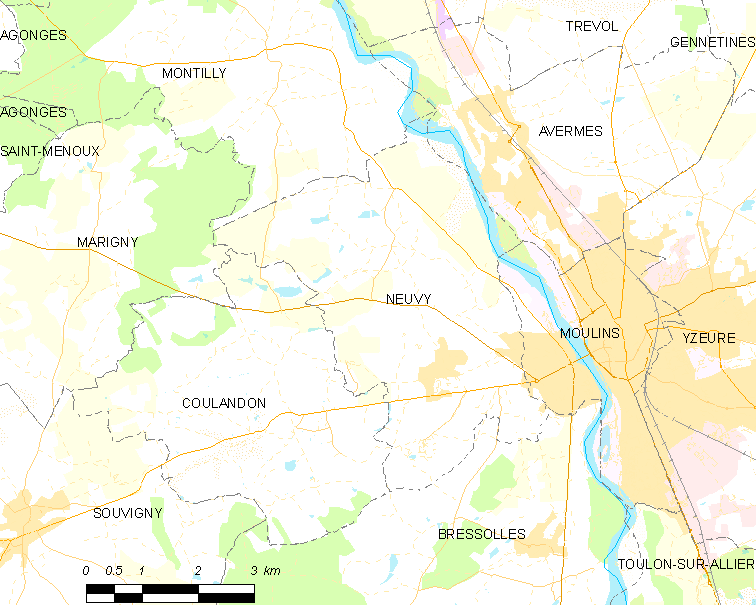
讷维的OSM定位图

讷维的时区为UTC+01:00、UTC+02:00（夏令时）。

## 行政
讷维的邮政编码为03000，INSEE市镇编码为03200。

## 政治
讷维所属的省级选区为穆兰第一县。

## 人口

1962-2008年间讷维人口变化图示

讷维于2022年1月1日时的人口数量为1487人。